# أليشا فووت
أليشا فووت (بالإنجليزية: Alisha Foote)‏ هي لاعبة كرة قدم أسترالية، ولدت في 1 مايو 1991 في Sunnybank, Queensland ‏ في أستراليا. لعبت مع Newcastle Jets FC (W-League) ‏.